# Mr. No Pain
Mr. No Pain (Originaltitel Novocaine) ist ein Action-Thriller von Dan Berk und Robert Olsen. Der Film mit Jack Quaid in der Titelrolle als schmerzunempfindlicher Bankangestellter und Amber Midthunder, Ray Nicholson und Matt Walsh in weiteren Hauptrollen kam Mitte März 2025 in die Kinos.

## Handlung
Nathan Caine empfindet aufgrund einer seltenen genetischen Erkrankung keine körperliche Schmerzen, weshalb man ihn in der Schule als „Mr. No Pain“ gehänselt hat. Er nimmt daher auch keine feste Nahrung zu sich, denn er befürchtet, er könnte sich beim Essen die Zunge abbeißen ohne es zu bemerken. Seine Wohnung in San Diego ist so ausgestattet, dass er sich nicht versehentlich körperlichen Schaden zufügt.
Als seine große Liebe Sherry Margrave von als Weihnachtsmänner verkleideten Bankräubern entführt wird, sieht der unscheinbare Bankangestellte keine andere Möglichkeit, als sich auf eine gefährliche Rettungsmission zu begeben. Nathans Einschränkung, keine körperliche Schmerzen zu empfinden, ist ihm bei seiner eigentlich hoffnungslos erscheinenden Aufgabe zum Vorteil. Seine scheinbar größte Schwäche wird zu seiner größten Stärke.

## Produktion

### Filmstab, Besetzung und Synchronisation
Regie führten Dan Berk und Robert Olsen. Zu ihren früheren gemeinsamen Filmen gehören Villains und Das Andere. Das Drehbuch schrieb Lars Jacobson.
Jack Quaid, vor allem bekannt durch seine Rolle als Hughie Campbell in der Fernsehserie The Boys, spielt in der Titelrolle den Bankangestellten Nathan Caine. Amber Midthunder spielt seine große Liebe Shari. In einer weiteren Hauptrolle ist Ray Nicholson zu sehen, der Sohn von Jack Nicholson. Er spielt den Bankräuber Simon Greenly. Conrad Kemp und Evan Hengst spielen dessen Komplizen Andre Clark und Ben Clark.
Die deutsche Synchronisation entstand nach einem Dialogbuch und der Dialogregie von Sven Hasper im Auftrag der Iyuno Germany GmbH in Berlin.
| Darsteller            | Synchronsprecher   | Rolle                      |
| --------------------- | ------------------ | -------------------------- |
| Jack Quaid            | Patrick Baehr      | Nathan „Mr. No Pain“ Caine |
| Amber Midthunder      | Laura Oettel       | Sherry Margrave            |
| Conrad Kemp           | Florian Clyde      | Andre Clark                |
| Evan Hengst           | Kim Hasper         | Ben Clark                  |
| Motsi Tekateka        | Sven Hasper        | Gefängniswärter            |
| Lou Beatty Jr.        | Axel Lutter        | James Earl                 |
| Jessica Leigh Stanley | Christin Marquitan | Kellnerin                  |
| Dominique Maher       | Marion Musiol      | Nachrichtensprecherin      |
| Keeno Lee Hector      | Bernhard Völger    | niedergeschlagener Officer |
| Craig Jackson         | Olaf Reichmann     | Nigel                      |
| Matt Walsh            | Frank Röth         | Officer Coltraine Duffy    |
| Betty Gabriel         | Nora Kunzendorf    | Officer Mincy Langston     |
| Jacob Batalon         | Sebastian Fitzner  | Roscoe Dixon               |
| Ray Nicholson         | Ricardo Richter    | Simon Greenly              |
| Tristan de Beer       | Tim Schwarzmaier   | Typ in der Bar             |
| Steve Larter          | Jan Makino         | Unif Officer               |
| Garth Collins         | Jan-Marten Block   | Zeno                       |

### Dreharbeiten und Filmmusik
Die Dreharbeiten fanden in Südafrika statt. Der französische Kameramann Jacques Jouffret war zuletzt für Filme wie Bloodshot von Dave Wilson, Father Stu von Rosalind Ross, Gran Turismo von Neill Blomkamp und die Western-Miniserie American Primeval tätig.
Filmkomponist Andrew Kawczynski arbeitete ebenfalls bereits für Gran Turismo. Für Mr. No Pain arbeitete er mit Lorne Balfe zusammen, der für Filme wie Mission: Impossible – Dead Reckoning Teil Eins, Top Gun: Maverick und Black Widow bekannt ist. Das Soundtrack-Album mit insgesamt 16 Musikstücken wurde am 14. März 2025 von Lakeshore Records als Download veröffentlicht.

### Marketing und Veröffentlichung
Der erste Trailer wurde Mitte Dezember 2024 vorgestellt. Ein weiterer folgte im Februar 2025 zum 59. Super Bowl. Am 14. März 2025 kam der Film in die nordamerikanischen und am 20. März 2025 in die deutschen Kinos.

## Rezeption

### Kritiken
Mr. No Pain erhielt ein sehr gutes Presseecho, was sich auch in den Auswertungen US-amerikanischer Aggregatoren widerspiegelt. So erfasst Rotten Tomatoes 90 % wohlwollende Besprechungen und ordnet den Film damit als „Frisch“ ein. Metacritic ermittelt aus den vorliegenden Bewertungen eine „Grundsätzlich Wohlwollende“ Durchschnittswertung von 70/100 Punkten.
Thomas Schultze schreibt in seiner Kritik, Jack Quaid sei mit seinem länglichen Hundegesicht, immer ein bisschen traurig, immer ein bisschen ausdrucksarm, und seiner schlaksigen Gestalt in seiner ersten Hauptrolle in einer Studioproduktion perfekt besetzt als Otto Normalverbraucher: „Wenn Jim Carrey ein Superheld wäre, dann wäre Jack Quaid in diesem Film seine unauffällige, langweilige Menschenidentität.“ Anders als die vermeintlichen Jedermänner aus Nobody oder Love Hurts war er in einem früheren Leben kein Spezialagent/Hitman/Martial-Arts-Künstler, der jetzt seine alten Fähigkeiten wieder auspackt, und man dürfe es auf eine Roadrunner-Wiley-Coyote-Slapstick-Art einfach lustig finden, wenn das Stehaufmännchen im Zentrum der Handlung durch eine mit Tretfallen ausgestattete Wohnung stolpert oder am Schluss von einem gebrochenen Arm in einer Form Gebrauch gemacht wird, die einem auch nach 100 Minuten Ultragewalt noch einmal nach Luft japsen lässt.
Den Produktionskosten von 18 Millionen US-Dollar stehen weltweite Einnahmen aus Kinovorführung in Höhe von 34,5 Millionen US-Dollar gegenüber.

### Auszeichnungen
Critics’ Choice Super Awards 2025
- Nominierung als Bester Schauspieler in einem Actionfilm (Jack Quaid)